# Szecső
A Szecső régi magyar személynév, valószínűleg török eredetű, a jelentése: kiválaszt(ott).

## Gyakorisága
Az 1990-es években szórványos név, a 2000-es években nem szerepel a 100 leggyakoribb férfinév között.

## Névnapok
- március 1.[2]
- április 9.[2]